# Nagybári
Nagybári (szlovákul: Veľká Bara) Bári településrésze, egykor önálló község Szlovákiában, a Kassai kerület Tőketerebesi járásában.

## Fekvése
Tőketerebestől 26 km-re, délre fekszik. Bári központját alkotja.

## Története
Nagybári külön 1416-ban szerepel először „Nagbary” alakban. Kisbári határában keletkezett nem sokkal előbb a német jog alapján. A 14. században a Lasztóczi, Vitéz, Hollóházi, Kálnói, Kupinszky és Eödönffy családok birtoka. 1557-ben 3,5 porta után fizetett adót. Később a Lónyay, majd a 18. században az Aspermont és Kazinczy családoké. 1715-ben 11 lakatlan és 12 lakott ház állt a községben. 1784-ben 41 házában 221 lakosa volt.
A 18. század végén Vályi András így ír róla: „Nagy Bári. Zemplén Vármegyében, az előbbi helységnek szomszédságában fekszik, birtokos Ura Gróf Aspermont Uraság, lakosai reformátusok. Határja soványabb, ’s vagyonnyai is tsekéllyebbek lévén, mint az előbbeni falunak harmadik Osztálybéli.”
1828-ban 37 háza és 281 lakosa volt. Lakói mezőgazdasággal, a 18. századig szőlőtermesztéssel foglalkoztak.
Fényes Elek 1851-ben kiadott geográfiai szótárában így ír a faluról: „Nagy-Bari, magyar falu, Zemplén vármegyében, Ujhelyhez keletre egy órányira: 6 r. 10 g. kath., 208 ref., 19 zsidó lak. Ref. templom. Szőlőhegy. 218 hold szántóföld. Kevés rét.”
Borovszky Samu monográfiasorozatának Zemplén vármegyét tárgyaló része szerint: „Nagybári, magyar kisközség 71 házzal s 350, ev. ref. vallású lakossal. Postája, távírója és vasúti állomása Sátoraljaújhely. Első birtokosául 1419-ben Lónyay Györgyöt ismerjük, kit a leleszi konvent ez évben iktat birtokába. 1437-ben a Hollóházi család, 1474-ben és 1479-ben Pesthi Bálint s a Kálnai , a Leszteméri és a Vithéz családok is kapnak itt részeket. 1554-ben Bay Ferenczet és Teőreös Lőrinczet, 1582-ben Lónyay Pétert s a Varsady családot iktatják némely részeibe. Az 1598-iki összeírásban Lónyay Ferencz, Gergely és György özvegyei és Rónay István, továbbá Bogdányi György szerepelnek birtokosaiként. 1625-ben a Bocskay és a Bónis családok, a Desseffy és Aspremont grófok s a Veres és Kazinczy családok is földesurai. Hajdan fatemplom volt a községben. Mostani temploma 1801-ben épült s 1890-ben megújították. A XIV. században kir. birtok volt s csak Bári földje néven szerepelt, azután az újhelyi vár tartozéka lett. Az 1663-iki pestis itt is dühöngött.”
1910-ben 387-en, túlnyomórészt magyarok lakták. 1920-ig Zemplén vármegye Sátoraljaújhelyi járásához tartozott. 1938 és 1945 között újra Magyarország része volt.

## Lásd még
- Bári
- Kisbári